# Sapangbato
Sapangbato est le plus grand barangay d'Ángeles, sur l'île philippine de Luçon, avec une superficie de 187 694 m² et une population de 9 920 habitants. Situé au nord-est d'Ángeles, près de l'ancienne Clark Air Base (aujourd'hui l'Aéroport international Diosdado Macapagal), Sapangbato se trouve à une altitude de 228,6 mètres. C'est là que se trouve Fort Stotsenburg, aka "le terrain de rassemblement" de Clark Air Base. 

## Personnalités liées
- Apl.de.ap, membre du groupe de hip-hop Black Eyed Peas, est originaire de Sapangbato